# Gadarukanaru Taka
 (octobre 2012).
Si vous disposez d'ouvrages ou d'articles de référence ou si vous connaissez des sites web de qualité traitant du thème abordé ici, merci de compléter l'article en donnant les références utiles à sa vérifiabilité et en les liant à la section « Notes et références ».
Takahito Iguchi (井口　薫仁), également connu sous le pseudonyme de Gadarukanaru Taka (ガダルカナル･タカ) ou sa version occidentalisée Guadalcanal Taka, est un acteur et humoriste japonais, né le 16 décembre 1956 à Shizuoka-ken au Japon.

## Filmographie sélective
- 1990 : Jugatsu (３－４Ｘ１０月, San tai yon ekkusu jugatsu) de Takeshi Kitano
- 1993 : Shishioh-tachi no saigo
- 1995 : Getting Any? (みんな〜やってるか!, Minnâ-yatteruka!) de Takeshi Kitano
- 2001 : De l'eau tiède sous un pont rouge (赤い橋の下のぬるい水, Akai hashi no shita no nurui mizu) de Shōhei Imamura
- 2003 : Zatoichi (座頭市, Zatōichi) de Takeshi Kitano
- 2010 : Zeburâman: Zebura Shiti no gyakushû de Takashi Miike